# 圭亞那盾海鯰
圭亞那盾海鯰為輻鰭魚綱鯰形目海鯰科的其中一種，分布南美洲蓋亞那至巴西淡水水域，體長可達50公分，棲息在水質混濁的溪流、河口區，底棲性魚類，屬肉食性，以無脊椎動物為食，繁殖期在9月至11月，雄魚會用口孵卵，可做為食用魚。